# Gitter (grupp)

De fem två-dimensionella Bravaisgittren: 1) skevt, 2) rektangulärt, 3) centrerat rektangulärt, 4) hexagonalt, 5) kvadratiskt.

Gitter är en uppsättning ordnade matematiska punkter. Ett gitter kan ha två eller fler dimensioner.
Gitterpunkterna i ett tredimensionellt oändligt gitter kan definieras av tre translationsvektorer. Om vi kallar dessa {\displaystyle {\vec {a}}_{1},{\vec {a}}_{2}{\mbox{ och }}{\vec {a}}_{3}}, så ter sig gittret likadant om det betraktas från punkten {\displaystyle {\vec {r}}} som från punkten {\displaystyle {\vec {r}}^{{\mbox{ }}\prime }={\vec {r}}+u_{1}{\vec {a}}_{1}+u_{2}{\vec {a}}_{2}+u_{3}{\vec {a}}_{3}} där {\displaystyle u_{1},u_{2},u_{3}} är godtyckliga heltal. {\displaystyle \{{\vec {r}}^{{\mbox{ }}\prime }:{\vec {r}}^{{\mbox{ }}\prime }={\vec {r}}+u_{1}{\vec {a}}_{1}+u_{2}{\vec {a}}_{2}+u_{3}{\vec {a}}_{3},{\mbox{ }}\forall u_{1},u_{2},u_{3}\in Z\}} definierar gittret.
I två dimensioner kan ett gitter ha fem olika Bravaisgitter: kvadratiskt, hexagonalt, rektangulärt, centrerat rektangulärt och skevt, och det finns sjutton symmetrigrupper i planet. I tre dimensioner finns det fjorton Bravaisgitter, som är baser för alla kristallstrukturer.